# جان سیلی تاونزند
 جان سیلی تاونزند (انگلیسی: John Sealy Townsend؛ زاده ۷ ژوئن ۱۸۶۸ درگذشته ۱۶ فوریهٔ ۱۹۵۷) یک دانشمند اهل بریتانیا بود.